# 922 Schlutia
922 Schlutia, asteroid glavnog pojasa. Otkrio ga je Karl Wilhelm Reinmuth, 18. rujna 1919.

## Vanjske poveznice
- Minor Planet Center